# Max Volmer
Max Volmer (Hilden, 3 de mayo de 1885 - Potsdam, 3 de junio de 1965) fue un químico físico alemán, rector de la TH, hoy en día conocida como la Universidad Técnica de Berlín (TUB) y catedrático del área de Fisicoquímica. Después de la Segunda Guerra Mundial, emigró a la Unión Soviética, donde dirigió un proyecto cuyo fin era la producción de agua pesada. A su vuelta a la RDA, diez años más tarde, ocupó una plaza como profesor de la Universidad Humboldt de Berlín y llegó a ser presidente de la Academia de Ciencias de Alemania del Este.

## Obra
- Kinetik der Phasenbildung, Dresde, Steinkopff, 1939 (110 p. con 15 tablas).

- Zur Kinetik der Phasenbildung und der Elektrodenreaktionen. Acht Arbeiten, Akademische Verlagsgesellschaft Geest & Portig K.G. 1983

- con L. Dunsch. Zur Kinetik der Phasenbildung und Elektrodenreaktion. Acht Arbeiten, Harri GmbH, 1983.

## Literatura
- Oskar Blumtritt: Max Volmer (1885–1965). Biografía. Technische Universität Berlin, Berlín 1985, ISBN 3-7983-1053-X
- Akademie-Archiv, Bestand Akademieleitung, Personalia, N. 476 "Max Volmer".
- Sime, Ruth Lewin Lise Meitner: A Life in Physics, University of California, First Paperback Edition, 1997.
- Wiebke Metzgen: Max Volmer (1885–1965) Archivado el 26 de septiembre de 2012 en Wayback Machine.. In: Adlershof Aktuell. Informationen aus Wissenschaft, Wirtschaft, Medien. Ausgabe Mai 2003. Wista Management GmbH, S. 12 (PDF-Datei, ca. 1,1MB)
- Max Volmer - Physikochemiker - Entomologe - Ehrenbürger der Stadt Potsdam Archivado el 27 de noviembre de 2016 en Wayback Machine. Pressemitteilung 222/2005 der Stadt Potsdam 3 de mayo de 2005
- Max Volmer - Ein Leben für die Gemeinschaft (mit Bildern)
- Neubauer, Alfred: Wenn schon Ruine, dann imposante Ruine. En: Spectrum. 21.1990, (6): 30 - 31.

- Datos: Q65226
- Multimedia: Max Volmer / Q65226